# Tymoteuszew
Tymoteuszew (prononciation : [tɨmɔtɛˈuʂɛf]) est un village polonais de la gmina de Jakubów dans le powiat de Mińsk de la voïvodie de Mazovie dans le centre-est de la Pologne.
Il se situe à environ 10 kilomètres au nord-est de Mińsk Mazowiecki (siège du powiat) et à 45 kilomètres à l'est de Varsovie (capitale de la Pologne).
Le village compte approximativement une population de 70 habitants en 2006.

## Histoire
De 1975 à 1998, le village appartenait administrativement à la voïvodie de Siedlce.